# Conquiste afsharidi nel Golfo Persico ed in Oman

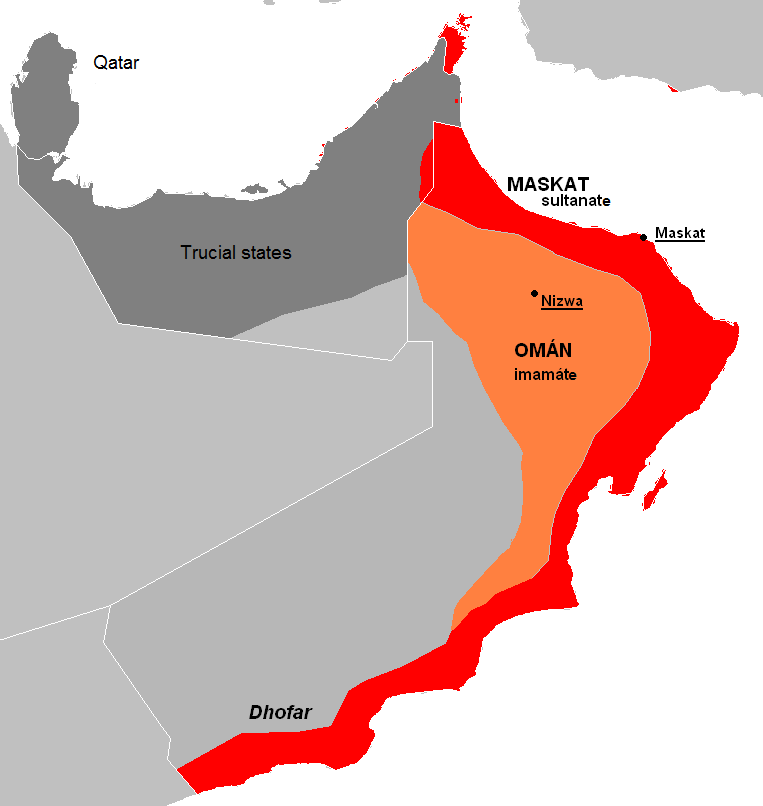
Mappa del Sultanato di Muscat e dell'Imamato dell'Oman

Le conquiste afsharidi nel Golfo Persico ed in Oman furono una ventura dell'Impero persiano sotto il governo di Nadir Shah per cercare di stabilire l'egemonia persiana nel Golfo Persico e nei suoi dintorni. 
Le numerose campagne si dimostrarono inizialmente favorevoli ai persiani col raggiungimento di numerosi obbiettivi, ma in seguito con la ribellione dell'Darya Salar (ammiraglio) Mohammad Taqi Khan, nominato dallo stesso Nadir, iniziarono una serie di contrasti nel Golfo Persico. Dopo la sconfitta e la cattura di Mohammad Taqi Khan, l'Impero persiano iniziò un periodo tumultuoso e di guerre civili interne anche a causa dell'inasprimento del governo di Nadir. L'impero collassò poco dopo l'assassinio di Nadir e molte di queste conquiste vennero perdute.